# Anna Louisa Karsch
Anna Louisa Karsch, přechýleně Karschová, rozená Dürbach, zvaná Karschin (1. prosince 1722, Hammer, dnešní Gmina Skąpe v Polsku nedaleko Schwiebusu – 12. října 1791, Berlín) byla německá básnířka, matka básnířky Karoliny Louisy von Klencke a babička libretistky Helminy von Chézy.

## Život
Anna Louisa Karsch se narodila 1. prosince roku 1722 nedaleko Schwiebusu v Polsku, tehdejším Prusku. Narodila se jako třetí dítě do rodiny sládka Christiana Dürenbacha. Po smrti svého otce roku 1728 byla kvůli nezájmu matky svěřena do péče svého prastrýce v Polsku v Tirschtieglu, který ji naučil základy latiny, čtení a psaní. V roce 1732 se Anna vrátila zpět k matce, která se v době její nepřítomnosti znovu provdala. U matky pracovala jako pasačka dobytka a služka.
Podle legendy, kterou sama Anna Louisa Karsch svěřuje v dopisech profesoru J. G. Sulzerovi a která se dále tradovala skrze odbornou literaturu, vzplane Anna láskou k tvorbě právě v období po návratu k matce. Legenda popisuje, jak se při honbě za ztraceným teletem Anna setkává s mladým pasáčkem v polích, který předčítá knihu. Přisedne si k němu a naslouchá jeho četbě. Údajně se v onu chvíli, kdy je tak zaujatá pasáčkem a jeho knihou, vtělil do jednoho telete v blízkosti sám Jupiter, což ale Anna zabraná do četby nepostřehla.
V šestnácti letech uzavřela Anna manželství s výrobcem sukna Michaelem Hirsekornem, narozeným ve Schwiebusu, se kterým měla čtyři děti. V tomto období vznikaly její první básně, pro které její agresivní muž neměl žádného pochopení. Po deseti letech bylo manželství rozvedeno. Oficiálním důvodem bylo nábožensky smíšené manželství. Ve svých dopisech ale Anna uvádí důvod, že se příliš věnovala tvorbě a poezii a nedbala o děti a domácnost. Děti zůstaly v péči otce, až na posledního syna, se kterým byla Anna právě těhotná (Johann Kristian Hirsekorn).

### Začátek básnické činnosti
V roce 1749 se Anna provdala podruhé za krejšího Daniela Karsche z Fraustadtu, se kterým měla minimálně tři další děti. Přesný počet dětí není jasný, jelikož se jich jen málo dožilo dospělosti. Z druhého sňatku pochází i dcera Karoline, která se po matčině vzoru stala spisovatelkou. Druhý manžel byl alkoholik a nebyl schopen živit rodinu, proto tato role padla také na Annu Karsch. Ta živila rodinu svou tvorbou. Psala poezii pro zvláštní příležitosti jako byly svatby či křty. Díky této tvorbě se dostala do kontaktu s vyšší třídou společnosti - mezi důstojníky a šlechtice, kterým psala také oslavné básně. Po deseti letech manželství využila tyto kontakty, aby pomohla svého muže poslat roku 1760 do armády, odkud se už nevrátil.
Roku 1755 po přestěhování do města Hlohov (německy Glogau), psala talentovaná poetička verše k rodinným příležitostem. Skrze její chvalozpěvy o králi Friedrichu II., které psala po vypuknutí sedmileté války, se proslavila i v Berlíně.

### Na vrcholu slávy
V roce 1761 se Anna se svou dcerou Karolínou přestěhovala na pozvání Rudolfa Gotharda von Kottwitz do Berlína, kde se jí podařilo proniknout do literárních salonů a okouzlit svou poezií. Psala básně ke zvláštním příležitostem a měla je možnost sama přednášet. Díky tomu se dostala do kontaktu s mnoha dalšími osobnostmi a spisovateli, jako jsou Gotthold Ephraim Lessing, Johann Georg Sulzer, Karl Wilhelm Ramler a Moses Mendelssohn, kteří byli jejími velkými obdivovateli.
V době svého působení v Berlíně navštěvovala i dvůr královny Elisabethy Christine z Pruska, rozvedené s Friedrichem Velikým, a vedla úzký kontakt s princem Ferdinanadem von Braunschweig, s hrabětem Heinrichem Ernstem zu Stolberg-Wernigerodem a s hrabětem Christianem Friedrichem zu Stolberg-Wernigerodem. Psala texty pro Amálii z Pruska, abtiši to z Quedlinburgu, která její básně zhudebňovala. Roku 1889 byla její báseň Poslední smutek vykupitele zhudebněna Carlem Philippem Emanuelem Bachem.
Po opadu prvotního okouzlení Berlína Anninou poezií docházely rodině finanční prostředky. Během jejího působení v Berlíně ji neustále podporovali rodinní přátelé, jako například rodina von Stahl, či R. G. Kottwitz, od nichž získala prostředky na zaplacení škol pro dceru Karolínu a syna Johanna. Jako jedno z řešení finanční tísně se naskytla možnost vydat vlastní sbírku poezie, jíž vydání zaštítil jeji přítel J. W. L. Gleim. Sbírka vyšla v roce 1764 pod originálním názvem Auserlesene Gedichte ( překlad: Vybrané básně). Prodej sbírky poskytl rodině další příjmy, které ale stále nebyly dostatečné. Proto se Anna i nadále věnovala psaní básní pro zvláštní příležitosti. Gleim hrál klíčovou roli nejen ve vydání jejích básní, ale i v dalších pokusech o Karchiny publikace. Jedním z nich bylo veřejné předplatné jejích básní, které jí také přineslo určitou podporu ve finanční nouzi. Gleim se pokoušel ji přesvědčit vydat její dopisy, to ale Anna odmítla.
V srpnu roku 1763 měla Anna čest setkat se s pruským monarchou Fridrichem II. Velikým, ke kterému chovala obdiv a často psala oslavné básně a hymny o jeho činech. Fridrich se jí během setkání mimo jiné ptá, jak se stala básnířkou, na to odpovídá, že ji básnířkou učinila příroda. Na otázku kde se naučila pravidla pro psaní básní odpovídá, že pro ní nejsou žádná pravidla. Fridrich jí přislíbil i finanční podporu v podobě státního příspěvku a domu v Berlíně. Obojího se Anně dostalo až za jeho nástupce Fridricha II. Viléma, jelikož pruské války státní pokladnu zcela vyčerpaly.
V roce 1770 donutila Anna svou dceru Karolínu provdat se za svého nevlastního bratra ( syn z druhého manželství Aniny matky) Ernsta Wilhelma Hempela, se kterým její dcera nikdy žít nechtěla. To vneslo do dalších let mnoho rodinných krizí, které v roce 1781 vedly k jejich rozvodu. Se svou dcerou měla i poté náročný vztah, jelikož se Karolína zamilovala do barona Karla von Klenke, který byl o 14 mladší. Tato skutečnost vztah s matkou nadále zhoršovala.

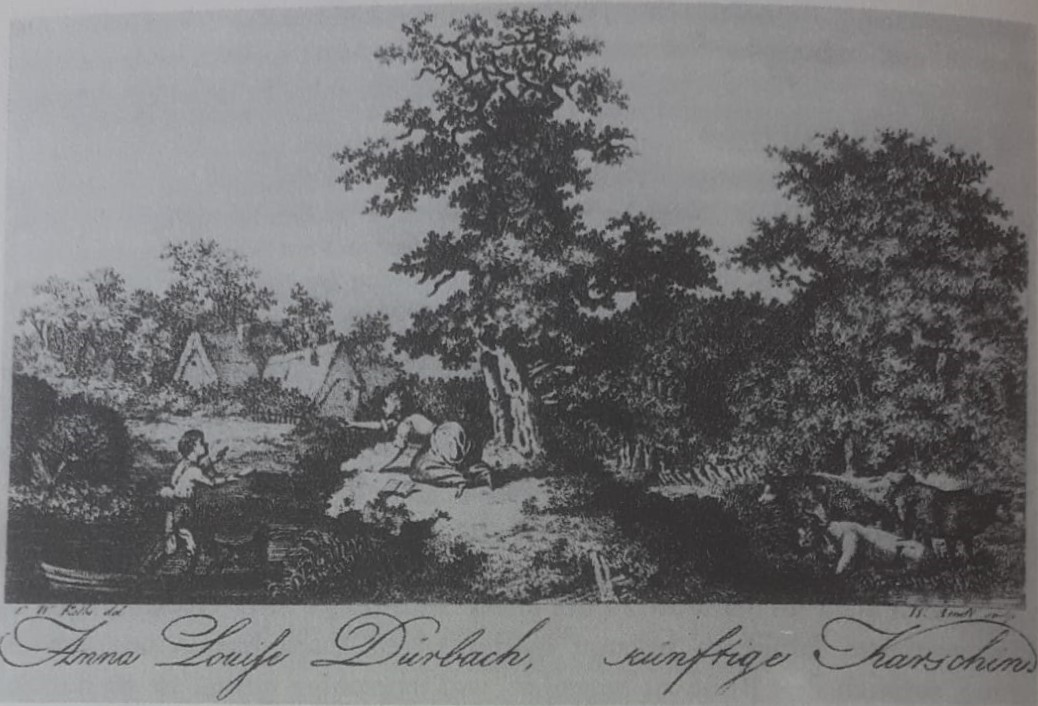
Rytina od W. Arndta, která ztvárňuje legendu o setkání Anny L. Karsch s pasáčkem, 1790.

### Stáří a smrt
V roce 1789 Fridrich Vilém II. vyplnil starý slib svého strýce a daroval Karschin dům na Berlínské nové promenádě, kde Anna zůstala až do své smrti roku 1791.
V roce 1784 pro ni byla postavena pískovcová socha jako první veřejný portrét pro německy mluvícího básníka v krajinném parku Spiegelsberge poblíž Halberstadtu. Socha byla navržena halberstadtským sochařem J. C. Stubinitzkym. Dnes se socha nachází v Gleimhausu v Halberstadtu.
Anna L. Karsch je pohřbena v Kostele svaté Sofie ve středu Berlína a nese nápis od J.W.L. Gleima: „Neznáš-li ji pak Ty poutníku, tak se ji nauč poznat!“
Její život popsala roku 1792 její dcera Karolína von Klenke v knize Básně od Anny Louisy Karsch, roz. Dürbachové. Vydáno po básnířčině smrti spolu s jejím životopisem, jehož autorkou jest její dcera K. L. von Klenke.

## Tvorba
Takto popisuje Annu profesor Sulzer v dopise panu Bodmerovi roku 1761: „Sie besitzt einen ausnehmenden Geist, eine sehr schnelle und sehr glückliche Vorstellungskraft.[...] Ich zweifle sehr, ob jemals ein Mensch die Sprache und den Reim so sehr in seiner Gewalt gehabt hat, als diese Frau.“ (Překlad: „Ona má výjimečného ducha, rychlou a šťastnou představivost. [...] Velmi pochybuji, zda někdo kdy ovládal jazyk tak jako tato žena.“
Síla Anny Louisy Karschové spočívala v rychlé reakci na situaci a velké představivosti. Když přednášela své básně, často to bylo z paměti nebo spatra. Uměla rychle pracovat a okamžitě skládat písně, hymny, básně. Rychle nalézala rýmy na zdánlivě nehodící se slova a její hra s jazykem okouzlila i významné a vzdělané spisovatele. Pro autory té doby nebyla důležitá pouze její poezie, nýbrž i její životní osud. Jelikož pocházela z chudých poměrů spodní vrstvy obyvatel, byla se svými básněmi populární odkaz společnosti. Profesor Sulzer ji i proto požádal, aby mu v dopisech popsala svůj život a tyto dopisy vydal s její tvorbou v Antologii roku 1762.
Anna L. Karsch se v průběhu své tvorby upínala k tématům, která byla často už pasé. Skládala básně, aby je mohla prodat a vydělat tak na živobytí sobě a své rodině. Kvůli tomu byla často kritizována i z řad svých přátel, kteří jí pomáhali s vydáním jejích děl. Anna často psala oslavné hymny, které stylově nezapadaly do pokročilé romantické společnosti 18. století. Když popisovala vítězství panovníků a generálů, působila její tvorba spíš barokním dojmem, což ji v očích tehdejší společnosti nepřidávalo na kvalitách. Tehdy už dávno přežitý patriotismus neupoutával pozornost nikoho jiného, než samotných adresátů básní. V této oblasti byla její tvorba už překonána autory, kteří se zaměřovali pouze na básně válečné, proto v nich nevynikala ani kvalitou.

### Vydané básně
Její slabiny ukázaly teprve vydaná sbírka básní a antologie roku 1762. V psané sbírce se začalo projevovat, že Anna nemá žádné hlubší znalosti. Její čtyři roky u strýčka v Polsku bylo jediné vzdělání, se kterým pracovala. Ačkoliv její původ částečně zapříčinil její popularitu, zároveň ukazoval nedostatky například ve stylu básní. Už při návštěvě Fridricha Velikého řekla Anna, že pro ni při tvorbě nejsou žádná pravidla. Proto se v básních projevuje nesoulad v rytmech i slabikách. Jelikož pro ni psaní básní znamenalo mimo jiné i obchod (celý život se živila prodejem své tvorby za prostředky pro život), básně, které zasílala k vydání v obrovských kvantech nedosahovaly ani střední kvality, nebyl v nich ve většině cit, který vkládala do básní psaných přátelům či v dopisech. V prologu k Antologii roku 1762 vyjadřuje Sulzer svou nejistotu ke kvalitám vybraných básní, když píše, že zde čtenář najde básně renomované básnířky, které ovšem nepatří k jejím nejlepším.
Ohlas její sbírky básní nebyl tak veliký, jak se očekávalo. Především proto, že všichni její podporovatelé a předplatitelé předpokládali, že se ve sbírce objeví i básně adresované jim. Ve sbírce se také neobjevují básně, které psala svým blízkým přátelům, ve kterých je kvalita jejích veršů zjevná.

### Korespondence
Anna je často popisována jako žena pera. Nepsala pouze básně na přání, ale udržovala zejména širokou korespondenci s renomovanými autory. Jako nejdůležitějšího adresáta bychom mohly jmenovat jejího nejbližšího přítele J. W. L. Gleima. Dopisy, které psala, měly často vysokou kvalitu, to si i Gleim uvědomoval a snažil se Karschin přesvědčit, aby je vydala se svými básněmi. To ona odmítla. V dopisech Gleimovi je patrný cit, se kterým uměla psát, také její hluboká přátelská láska ke svému příteli. Gleima oslovuje např. Mein harmonischer Freund, mein bester Freund a podepisuje se jako ergebene Freundin, tedy naprosto oddaná přítelkyně.
Známé jsou čtyři dopisy profesoru Sulzerovi, ve kterých shrnula celý svůj život v barvitých detailech o svém původu, náročném rodinném zázemí, jejích nešťastných sňatcích i o její cestě k psaní básní.
Mezi adresáty jejích dopisů patří mnoho důležitých osobností té doby, například J. W. von Goethe, Johann Christoph Gottsched, Karl Wilhelm Ramler, M. Mandelssohn, Friedrich II. von Preußen, F. Schiller, baron R. von Kottwitz a mnoho dalších šlechticů. Její dopisy jsou často psané formou básně nebo alespoň nějakou báseň obsahují.
Anna nepsala pouze slavným a významným osobnostem, udržovala kontakt i se svou dcerou. V roce 1760 dokonce psala i svému muži, kterého nechala poslat na vojnu. Dostávala od něho zprávy, ve kterých ji prosí, aby ho nechala jít zpět, ale Anna mu odpovídala negativně a z vojny ho vzít nenechala. V jednom z dopisů mu píše, že není ani muž, pokud nechce sám bojovat v armádě za svoji zemi.

## Dílo
- Johann Wilhelm Ludwig Gleim (Hrsg.): Vybrané básně od Anny Louisy Karsch, 1764.
- Básně od Anny Louisy Karsch, roz. Dürbachové. Vydáno po básnířčině smrti spolu s jejím životopisem, jehož autorkou jest její dcera C. L. v. Klenke, roz. Karsch, 1792.
- Život A. L. Karsch, roz. Dürbach, 1762.

Novější vydání jejích prací a dopisů:
- Gernhard Wolf : Ó, mně neuniká co lidé cítí! Básně a dopisy, ohlasy ze současnosti.
- B. Beuys: Citové myšlénky. Život „německé sapfó“, vyprávěné samotnou básnířkou, 1981.
- Regina Nörtemann: Můj bratříček v Appolu. Korespondence Anny Louisy Karschové a Johanna Wilhelma Ludwiga Gleima. 2 svazky, vydáno roku 1996.
- Regina Nörtemann: Sapfické písně: Písně to lásky, 2009.
- Anna Louisa Karsch: Dopisy a básně, 2022.